# Kav Naki
Pour les articles homonymes, voir Naki.
L'ouvrage Kav Naki est publié pour la première fois à Varsovie en 1868 (5628). Son auteur est le rabbin Avraham David Lavut (1814-1890).
Avraham David Lavut est l'arrière-grand-père maternel de Chana Schneerson (1880-1964), la mère du septième et dernier Rebbe de Loubavitch, Menachem Mendel Schneerson (1902-1994).
Le livre d'Avraham David Lavut est une compilation des lois concernant l'écriture d'un divorce Guet, impliquant des règles et procédures parmi les plus complexes de la loi juive Halakha.
Ce guide est utilisé par les rabbins concernés par les divorces.
La seconde édition est imprimée à Pietrokov (Piotrków Trybunalski), en Pologne en 1914 (5674).
La troisième édition est imprimée à Varsovie en 1937 (5697).
La quatrième édition est publiée à New York en 1951 (5711) par l'éditeur Kehot, lié au mouvement de Loubavitch.